# Малофеев, Даниил Валерьевич
Даниил Валерьевич Малофеев (род. 28 декабря 1998, Архангельск, Россия) — российский спортсмен и тренер, специализирующийся на  тхэквондо ГТФ. Чемпион Азии, 3-кратный чемпион мира, 2-кратный чемпион Европы и 5-кратный чемпион России по тхэквондо. Мастер спорта России международного класса (2022).

## Биография
Родился 28 декабря 1998 года в Архангельске.
В возрасте 4-х лет попал на секцию тхэквондо благодаря своему отцу и начал заниматься данным видом спорта по примеру старшего брата. В 2006 году Малофеев пошёл учиться в общеобразовательную школу № 25 (позже – МБОУ «Гимназия № 25»), находящуюся в Архангельской области. Будучи в 8 классе, Малофеев начал выступать на соревнованиях тхэквондо международного уровня. В 2017 году после окончания гимназии, Малофеев поступил в САФУ, педагогическое образование по профилю «физическая культура».
После университета поступил в Вооружённые силы Российской Федерации на срочную службу города Архангельска. После прохождения военной службы, Малофеев перебрался в Москву, где продолжил свою спортивную деятельность.
В 2021 году по итогам выступлений, Малофеев вошёл в десятку лучших спортсменов Архангельска. Имеет награды и благодарственные письма от губернатора Архангельской области. Мастер спорта России международного класса.

## Спортивные достижения

### Чемпионаты
- Первенство Европы по тхэквондо, версия TAGB (Давос, Швейцария), личный хъенг, спарринг, стоп-балл (2014)[4].
- Первенство мира по тхэквондо, версия TAGB (Роана, Италия), личный спарринг (2015).
- Первенство мира по тхэквондо ГТФ (Казань, Россия), личный спарринг (2016)[5][6].
- Чемпионат Азии по тхэквондо (Инчхон, Корея), личный спарринг, личный хъенг (2017).
- Чемпионат России по тхэквондо ГТФ (Москва, Россия), личный хъенг (2018).
- Чемпионат мира по тхэквондо ГТФ (Дурбан, ЮАР), личный хъенг, командный хъенг, командный спарринг (2018)[7].
- Чемпионат России по тхэквондо ГТФ (Казань, Россия), личный хъенг (2019)[8].
- Чемпионат Европы по тхэквондо ГТФ (Казань, Россия), личный хъенг, командный хъенг (2019)[8].
- Чемпионат Кубка России по тхэквондо ГТФ (Московская область, Россия), личный хъенг, командный хъенг (2021).
- Чемпионат России по тхэквондо ГТФ (Казань, Россия), личный хъенг (2021).
- Чемпионат Европы по тхэквондо ГТФ (Казань, Россия), личный хъенг, личный спарринг (2021)[9].
- Чемпионат Европы по тхэквондо ГТФ (Казань, Россия), личный хъенг, личный спарринг (2021)[9].
- Чемпионат России по тхэквондо ГТФ (Казань, Россия), личный хъенг (2023)[10].
- Чемпионат России по тхэквондо ГТФ (Казань, Россия), личный хъенг, командный хъенг (2024)[11].
- Чемпионат России по тхэквондо (Сочи, Россия), личный хъенг, командный хъенг (2025).
- Чемпионат мира по тхэквондо ГТФ (Эль-Айн, ОАЭ), личный хъенг, командный хъенг (2025).

### Спортивные звания
- Мастер спорта России международного класса (2022)[2].